# Dalslands sjukhus
Dalslands sjukhus i Bäckefors i Bengtsfors kommun byggdes 1930 och var från början en sjukstuga och ett epidemisjukhus i tidigare Älvsborgs län. Sjukhuset ingår sedan 1990-talet i NU-sjukvården, i den nordvästra delen av Västra Götalands län. Sedan 2015 drivs större delen av verksamheten vid Dalslands sjukhus av företaget Praktikertjänst men den delen av Praktikertjänst är nu sålt till Aleris som tagit över all personal, på uppdrag av Västra Götalandsregionen. 

## Verksamheter

### Västra götalandsregionen
- Vuxenpsykiatri
- BUP (Barn- och ungdomspsykiatri)

### Primärvården/Närhälsan
- Vårdcentral med distriktsläkare, Hjärt- kärl-sjuksköterska, Astma/KOL-sjuksköterska och diabetes sjuksköterska.
- Jourcentral på kvällar, nätter (till 22.00) och helger.
- Distriktssköterskemottagning med Barnavårdscentral.
- Fotvård
- Kurator

### Aleris[1]
- Barn- och ungdomsmottagning
- Gynekologimottagning
- Hjärtmottagning
- Hudmottagning
- Ljusbehandlingsenhet
- Logoped
- Röntgen
- Ögonmottagning
- Öron-näsa-hals

- Rehabmottagning och Bassäng

### Privat
- Café

## Framtiden för Dalslands sjukhus
Avtalet med Aleris för specialistmottagningarna och rehabbassäng gick ut under 2022. Upphandling av specialistmottagningar gjordes två gånger under året men inga anbud kom inte trots att man gjort om anbudshandlingarna till andra gången, vilket gör att NU-sjukvården tillfälligt tar över. Rehabbassängen finns det inte klart med någon som tar över från 1 november 2022 så framtiden för den är mycket osäker och även den vanliga rehab mottagningen som Aleris startade kommer stängas.  Inför valet 2022 hade kommittén för Dalslands Sjukhus bjudit in politiker från alla partier till en debatt i Bäckefors där många kom för att lyssna men de fick inte många besked från de partirepresentanter som fanns på plats hur lokalsjukhusen skall leva kvar.